# Eosaulostomus norsemanae
Eosaulostomus norsemanae är en skalbaggsart som beskrevs av Phillip B. Carne 1956. Eosaulostomus norsemanae ingår i släktet Eosaulostomus och familjen Rutelidae. Inga underarter finns listade i Catalogue of Life.